# Potentilla mollissima
Potentilla mollissima är en rosväxtart som beskrevs av Johann Georg Christian Lehmann. Potentilla mollissima ingår i Fingerörtssläktet som ingår i familjen rosväxter. Utöver nominatformen finns också underarten P. m. gigantea.